# Eremo di San Rocchetto
L'eremo di San Rocchetto è un luogo di culto cattolico che sorge su una collina a breve distanza da Quinzano, località di Verona; fa parte dell'omonima diocesi.

## Storia
L'edificio chiesastico venne edificato sul monte Cavro, un luogo che fin dalla preistoria aveva assunto una connotazione religiosa: durante l'età del bronzo, infatti, vi si trovava un castelliere forse luogo di divinazione del sole e delle stelle. In età medievale sopravvisse questa componente religiosa tanto da essere paragonata per conformazione al monte Calvario, da cui deriva il toponimo stesso dell'altura. Tra il XII e il XIII secolo sorsero quindi tre croci e uno spazio scavato nella roccia a ricordare il Santo Sepolcro, cui seguì la costruzione nei primi anni del XV secolo dell'attuale chiesetta, inizialmente dedicata al Santo Sepolcro e oggi denominata "di San Rocchetto" per distinguerla da quella sorta ai piedi del colle: a questo periodo risalgono l'aula, le absidi e il campanile.
Sul finire del XVI secolo l'edificio venne ampliato tramite la costruzione di un corpo di fabbrica addossato alla facciata, costituito da un porticato a tre arcate di accesso all'edificio sormontato da una sala al primo piano. Negli stessi anni fu decorato l'interno con gli affreschi raffiguranti le Storie di San Rocco, commissionati da Giovanni Antelmo detto "Sposino" e terminati nel 1595; questi furono oggetto di restauro conservativo nel 1983. Gli ultimi interventi consistenti si ebbero all'inizio del XVIII secolo, quando venne costruita la scalinata che conduce al portico d'ingresso alla chiesa, e la copertura a pigna del campanile venne sostituita con l'attuale a quattro falde.

## Descrizione
La facciata a capanna è rivolta verso sud e preceduta da un avancorpo a due piani, sempre a capanna, costituito da un porticato a cinque arcate a tutto sesto al pian terreno, che fa da filtro al portale d'ingresso, e da una sala al livello superiore, su cui si aprono tre finestre quadrate e un occhio. All'interno del portico, su quella che era l'antica facciata della chiesa, si trovano due affreschi piuttosto deteriorati raffiguranti San Rocco che mostra la Piaga e un Cristo trionfante nella Resurrezione. Sul fianco occidentale dell'edificio si addossano l'antico eremo e il campanile a base quadrata, caratterizzato da un fusto piuttosto tozzo e massiccio e da una cella campanaria a edicola, in cui si aprono due bifore verso i lati nord e sud e due monofore verso i lati est e ovest.
L'edificio è dotato di un'unica aula rettangolare, in cui il presbiterio si trova al centro della parete nord, lungo la quale si aprono un'abside semicircolare di maggiori dimensioni al centro e due absidi minori ai lati, di cui quella sinistra dotata dell'altare dell'Addolorata e quella di destra dell'altare di San Rocco. Il sobrio spazio interno si contraddistingue per la vivacità degli affreschi: quelli opera di Paolo Ligozzi e raffiguranti le Storie di San Rocco si sviluppano in episodi che si susseguono sulle pareti sud (la nascita del Santo, la sua partenza da Montpellier, il suo primo miracolo in favore degli appestati e il suo incontro con il cardinale Britanni), est (incontro del Santo a Roma col Papa ed eremitaggio in compagnia del fido cane) e ovest dell'aula (episodi dell'incarceramento, della morte e della costruzione a Venezia di un tempio in suo onore); sul fronte settentrionale vi sono invece affreschi opera della scuola di Felice Brusasorzi e raffiguranti una delicata Annunciazione con le figure dell'Angelo e della Vergine disposte simmetricamente rispetto all'arco trionfale dell'abside, e al centro della composizione la figura benedicente del Padre.

## Filmografia
- L'eremo di San Rocchetto: la vita del silenzio, regia di Mauro Vittorio Quattrina (2017).